# Психо (франшиза)
«Психо» (англ. Psycho) — американская серия психологических фильмов ужасов с элементами детектива, состоящая в общей сложности из 6-ти фильмов, 4-х романов и телесериала.
Начало серии было положено в 1959 году, когда американский писатель Роберт Блох выпустил роман под названием «Психоз». Ровно через год, в 1960 году, была выпущена официальная экранизация романа - «Психо». Фильм стал культовой классикой, а сцена в душе, появившаяся в фильме, стала легендарной и часто фигурирует на телевидении и в массовой культуре. После этого фильм получил 3 официальных продолжения — «Психо 2» (1983); «Психо 3» (1986) и «Психо 4: В начале» (1990). Также, в 1987 году был выпущен телефильм «Мотель Бейтса», который является спин-оффом и игнорирует все фильмы кроме первого. В 1998 году серия была перезагружена с выходом фильма «Психо», который стал ремейком оригинального фильма.
Кроме этого, оригинальный роман получил 3 продолжения: «Психоз 2» (1982); «Дом психопата» (1990) и «Психоз: Санаторий» (2016). Все романы, кроме «Санатория», были написаны Робертом Блохом, автором первого романа.
Также, на телеканале A&E в период с 2013 по 2017 год выходил официальный телесериал, основанный на серии фильмов — «Мотель Бейтс».

## Фильмы
| Фильм              | Дата выхода        | Режиссёр           | Сценарист          | Продюсер                                  |
| Оригинальная серия | Оригинальная серия | Оригинальная серия | Оригинальная серия | Оригинальная серия                        |
| ------------------ | ------------------ | ------------------ | ------------------ | ----------------------------------------- |
| Психо              | 16 июня 1960       | Альфред Хичкок     | Джозеф Стефано     | Альфред Хичкок                            |
| Психо 2            | 3 июня 1983        | Ричард Франклин    | Том Холланд        | Бернард Шварц, Хилтон А. Грин             |
| Психо 3            | 2 июля 1986        | Энтони Перкинс     | Чарльз Эдвард Пог  | Хилтон А. Грин                            |
| Психо 4: В начале  | 10 ноября 1990     | Мик Гаррис         | Джозеф Стефано     | Хилтон А. Грин, Лес Мэйфилд, Джордж Залум |
| Спин-офф           |                    |                    |                    |                                           |
| Мотель Бейтса      | 5 июля 1987        | Ричард Ротштайн    | Ричард Ротштайн    | Джордж Линдер, Кен Тополски               |
| Ремейк             |                    |                    |                    |                                           |
| Психо              | 4 декабря 1998     | Гас Ван Сент       | Джозеф Стефано     | Гас Ван Сент                              |

### «Психо» (1960)
По сюжету молодая девушка Мэрион Крэйн крадёт 40 000$ чтобы вытащить своего парня, Сэма Лумиса, из долговой ямы. Похитив деньги, она сбегает на машине. По пути она останавливается в мотеле, владельцем которого является приятный молодой человек Норман Бейтс, у которого очень натянутые отношения со своей матерью, Нормой Бейтс. Чуть позже девушка идёт в душ, где на неё нападает неизвестная женщина и убивает. Вскоре на поиски девушки отправляется её сестра - Лайла Крэйн и детектив Милтон Арбогаст. Герои даже не подозревают, что разгадка убийства Мэрион будет очень шокирующей.
Критики отлично оценили фильм. На сайте-агрегаторе Rotten Tomatoes фильм имеет целых 97% одобрения. В прокате картина показала себя безупречно (при бюджете в 806 тыс. $ фильм смог собрать 32 мл. $).

### «Психо 2» (1983)
Сюжет фильма происходит 22 года спустя после событий оригинала. Суд признаёт Нормана Бейтса психически здоровым и выпускает на волю. Тем не менее главная героиня 1 фильма и заклятая врагиня Нормана - Лайла Крэйн, потерявшая сестру и мужа по вине маньяка, протестует, и пытается убедить Суд вернуть Нормана в клинику для душевнобольных. Норман пытается исправиться и показать, что он изменился, но ему на телефон начинает писать неизвестный человек, который убеждает его, что он является его матерью. Вскоре неизвестные люди начинают мучать его и пытаются вновь свести Нормана с ума, чтобы его повторно заключили в клинику. Норман должен сопротивляться давлению и узнать, кто хочет вновь превратить его в психопата.
Критики не очень высоко оценили фильм — он получил 62% одобрения. Но также, как и первая картина, сиквел отлично показал себя в прокате (при бюджете в 5 мл. $ фильм собрал 34 мл. $).

### «Психо 3» (1986)
После событий предыдущего фильма Норман вновь начинает убивать. Но однажды к нему в мотель заселяется молодая девушка по имени Морин Койл, которая ранее работала монахиней и также, как и Норман, страдает психическим расстройством. У них происходит роман. Но 2 личность Нормана - Норма Бейтс, не терпит роман своего сына с Морин и пытается вырваться наружу. Тем временем на след Нормана нападает напористая журналистка Трэйси Вэнабл, которая прекрасно понимает, что Норман продолжает своё чёрное дело и его необходимо остановить, но проблема в том, что ни полиция, ни Суд не верят, что Норман вновь стал маньяком и уверены, что он исправился. Девушка должна докопаться до правды и раскрыть Нормана.
Критики весьма средне оценили триквел — он добился 59% одобрения. В прокате картина показала себя намного хуже, чем 2 предыдущих фильма (при бюджете в 8 мл. $ фильм смог собрать лишь 14 мл. $).

### «Мотель Бейтса» (1987)
Фильм стартует сразу же после 1 части. Нормана Бейтса помещают в психиатрическую клинику, в которой он встречает молодого пациента Алекса Уэста, к которому Норман быстро привязывается и испытывает к нему отеческие чувства. Алекс также привязывается к Норману и начинает считать его своим 2 отцом. 27 лет спустя Норман умирает, но перед смертью успевает составить завещание и передаёт свой мотель Алексу, чтобы дать ему шанс на новую жизнь. Алекс готовится к открытию мотеля, но ему начинает мерещиться призрак Нормы Бейтс, убитой матери Нормана, который пытается изгнать Алекса из мотеля. Алекс должен узнать, кто его преследует и зачем ему это.
Критики никак не оценили фильм, в то время как зрители оценили спин-офф довольно холодно — он имеет лишь 34% одобрения. Также фильм был выпущен сразу на ТВ, что делает наименее прибыльным фильмом серии.

### «Психо 4: В начале» (1990)
По сюжету уже постаревший и остепенившийся Норман Бейтс проходит дополнительное лечение. Однажды он звонит на радио и решает на нём рассказать свою историю с начала. С самого начала. Он рассказывает о том, как его мать, Норма Бейтс, издевалась над сыном и заставляла его носить женскую одежду. Также она уверяла сына, что все женщины кроме неё — зло, и единственный, кто ему нужен — она сама. Но однажды Норма приводит домой любовника, и тогда Норман окончательно теряет рассудок и решает применить к матери и её любовнику крайние меры. В настоящее время Норман испытывает кризис в отношениях со своей женой и находится в двух шагах от того, чтобы вновь начать свои кровавые дела.
Критики очень плохо оценили фильм — он получил лишь 20% одобрения. Также это уже второй фильм серии после «Мотеля Бейтса», который не был выпущен в кинотеатрах и вышел сразу на VHS.

### «Психо» (1998)
Сюжет фильма полностью повторяет сюжет 1 части, т.к. является его покадровым ремейком.
Идея для перезапуска франшизы была принята для того, чтобы освежить её после неудачных с коммерческой точки зрения фильмов «Мотель Бейтса» и «Психо 4: В начале».
Критики оценили фильм ниже среднего — он имеет лишь 41% одобрения. В прокате картина показала себя ужасно (при бюджете в 60 мл. $ фильм собрал лишь 37 мл. $, окупив свой бюджет лишь на половину).

## Кассовые Сборы
| Фильм             | Дата выхода     | Сборы                    | Сборы                   | Сборы                    | Бюджет                  |
| Фильм             | Дата выхода     | Сев. Америка             | Другие страны           | Все страны               | Бюджет                  |
| ----------------- | --------------- | ------------------------ | ----------------------- | ------------------------ | ----------------------- |
| Психо             | июнь 16, 1960   | $32 000 000 мл.          | -                       | -                        | $806 947 тыс.           |
| Психо 2           | июнь 3, 1983    | $34 725 000 мл.          | -                       | -                        | $5 000 000 мл.          |
| Психо 3           | июль 2, 1986    | $14 481 606 мл.          | -                       | -                        | $8 400 000 мл.          |
| Мотель Бейтса     | июль 5, 1987    | -                        | -                       | -                        | —                       |
| Психо 4: В начале | ноябрь 10, 1990 | -                        | -                       | -                        | $4 000 000 мл.          |
| Психо             | декабрь 4, 1998 | $21 485 655 мл.          | $15 685 000 мл.         | $37 170 655 мл.          | $60 000 000 мл.         |
| Итог              | Итог            | 102 692 261 долларов США | 15 685 000 долларов США | 118 377 261 долларов США | 78 206 947 долларов США |

## Отзывы
| Фильм             | Rotten Tomatoes   | Metacritic       |
| ----------------- | ----------------- | ---------------- |
| Психо             | 97% (82 рецензии) | 97 (17 рецензий) |
| Психо 2           | 62% (32 рецензии) | 54 (13 рецензий) |
| Психо 3           | 59% (14 рецензий) | 58 (13 рецензий) |
| Мотель Бейтса     | -                 | -                |
| Психо 4: В начале | 20% (4 рецензии)  | -                |
| Психо             | 41% (79 рецензий) | 47 (23 рецензии) |

## Телесериал

### «Мотель Бейтс» (2013-2017)
Действие сериала происходит в 2010-х годах и рассказывает о раннем детстве Нормана Бейтса и о том, как именно он, под влиянием своей матери, превратился в психически нестабильного убийцу. Роль Нормана исполнил актёр Фредди Хаймор, а роль его матери, Нормы Бейтс, исполнила актриса Вера Фармига. Премьера состоялась на телеканале A&E 28 марта 2013 года. Всего было выпущено 5 сезонов, последний из которых вышел в 2017 году. Также сериал стал 2-й по счёту перезагрузкой серии после фильма «Психо».
| Сериал       | Год  | В главных ролях                          | Режиссёр                  | Сценарий     | Продюсер     | Телеканал |
| ------------ | ---- | ---------------------------------------- | ------------------------- | ------------ | ------------ | --------- |
| Мотель Бейтс | 2013 | Вера Фармига, Фредди Хаймор, Макс Тириот | Эд Бьянчи, Роксана Доусон | Карлтон Кьюз | Джастин Грин | A&E       |

## Съёмочная группа
| Профессия      | Оригинальная серия  | Оригинальная серия                | Оригинальная серия | Оригинальная серия                           | Спин-офф                    | Ремейк                |
| Профессия      | Психо               | Психо 2                           | Психо 3            | Психо 4: В начале                            | Мотель Бейтса               | Психо                 |
| -------------- | ------------------- | --------------------------------- | ------------------ | -------------------------------------------- | --------------------------- | --------------------- |
| Профессия      | 1960                | 1983                              | 1986               | 1990                                         | 1987                        | 1998                  |
| Режиссёр       | Альфред Хичкок      | Ричард Франклин                   | Энтони Перкинс     | Мик Гаррис                                   | Ричард Ротштайн             | Гас Ван Сент          |
| Автор сценария | Джозеф Стефано      | Том Холланд                       | Чарльз Эдвард Пог  | Джозеф Стефано                               | Ричард Ротштайн             | Джозеф Стефано        |
| Продюсер       | Альфред Хичкок      | Хилтон А. Грин                    | Хилтон А. Грин     | Хилтон А. Грин, Лес Мэйфилд, Джордж Залум    | Джордж Линдер, Кен Тополски | Гас Ван Сент          |
| Композитор     | Бернард Херрман     | Джерри Голдсмит                   | Картер Бёрвелл     | Грэм Ревелл                                  | Джей Питер Робинсон         | Бернард Херрман       |
| Оператор       | Джон Л. Расселл     | Дин Канди                         | Брюс Сёртис        | Родни Чартерс                                | Билл Батлер                 | Кристофер Дойл        |
| Монтаж         | Джордж Томазини     | Эндрю Лондон                      | Дэвид Блюитт       | Чарльз Борнстейн                             | Дэнн Кан Ричард Фримен      | Эми Дадлстон          |
| Производство   | Shamley Productions | Universal Pictures Oak Industries | Universal Pictures | Universal Television Smart Money Productions | Universal Television        | Imagine Entertainment |
| Дистрибуция    | Paramount Pictures  | Universal Pictures                | Universal Pictures | Universal Television                         | Universal Television        | Universal Pictures    |

## Романы

### «Психоз» (1959)
Роман был написан писателем Робертом Блохом и был выпущен в 1959 году. В рекламной кампании значилось, что он основан на преступлениях маньяка Эда Гина. Роберт решил вдохновиться преступлениями из-за того, что жил всего в 40 милях от фермы Гина, а также от идеи того, что любой человек может убивать десятки жертв и остаться абсолютно безнаказанным. Идея того, что маньяк может появится из-за матери появилась тогда, когда раскрылось, что Эд рос под присмотром фанатичной матери. Главное отличие романа от фильма в том, что в романе Норман изображён как упитанный мужчина в возрасте около 40-ка лет, в то время как Норман из фильма показан как стройный и красивый парень в возрасте 20-ти лет. Также Норман из романа страдал алкоголизмом. Джозеф Стефано специально изменил персонажа для фильма в лучшую сторону, чтобы зрители могли проникнуться к нему симпатией.

### «Психоз 2» (1982)
В 1982 году был выпущен роман-продолжение под названием «Психоз 2», который высмеивал фильмы ужасов и фильм «Психо 2», который создавался независимо от Роберта Блоха. По сюжету романа Норман Бейтс сбегает из психиатрической больницы и отправляется в Голливуд, чтобы прервать съёмки фильма, основанного на его жизни. Многие критиковали 2 роман за излишний юмор и самоиронию.

### «Дом психопата» (1990)
В 1990 году под давлением издательства Роберт написал уже 3 роман в серии — «Дом психопата». Но, по словам Дэвида Дж. Шоу, изначально Блох назвал 3 роман «Психоз 13». Действие 3 романа происходит спустя 10 лет после смерти Нормана Бейтса, дом которого со временем превратился в аттракцион ужасов. Но вскоре в аттракционе происходит серия жестоких убийств и всё указывает на то, что Норман Бейтс вернулся и хочет отомстить. А страннее всего то, что местные жители пытаются помешать расследованию убийств.

### «Психоз: Санаторий» (2016)
4 роман под названием «Психоз: Санаторий» был написан писателем Четом Уильямсоном и выпущен в 2016 году. Действие «Санатория» происходит между «Психозом» и «Психозом 2». Сюжет разворачивается в психиатрической больнице, в которой Норман Бейтс является одним из пациентов. Также это 1 роман в серии, который был написан не Робертом Блохом.

## Другие СМИ

### Комиксы
В 1992 году издательством Innovation Comics была выпущена ограниченная серия комиксов, состоящая из 3-х выпусков и основанная на оригинальном фильме. На сегодняшний день комиксы вышли из печати и их очень сложно где-либо достать.

### Видеоигра
Видеоигра в жанре хоррор с глагольным интерфейсом, управляемая клавишами и имеющая лишь отдалённые схожести с первым фильмом, была выпущена в 1988 году для Commodore 64, DOS, Amiga и Atari ST.

### Документальный фильм
В 2010 году сразу на DVD был выпущен документальный фильм под названием «Наследие Психо». В нём собраны интервью с актёрами и съёмочной группой первых 4-х фильмов франшизы. Выход фильма был приурочен к юбилею - 50-ти летию франшизы. В нём обсуждалось влияние и наследие оригинального фильма «Психо» и истории создания фильмов «Психо 2», «Психо 3» и «Психо 4: В начале». При этом, съёмочный процесс фильмов «Мотель Бейтса» и «Психо (1998)» не появлялись в фильме. Фильм имел высокие продажи и помог возродить интерес к франшизе у новых зрителей.